# سروش گودرزی
سروش گودرزی (زاده ۲۱ دی ۱۳۵۳ در خرمشهر) بازیگر ایرانی است.  او در سریال خط قرمز با نقش رامین به چندان شهرتی رسید که هنوز با اون نقش از او یاد میشود. 

## فیلم‌شناسی

### مجموعه تلویزیونی
| سال  | عنوان              | کارگردان   | نقش           | شبکه   | توضیحات |
| ---- | ------------------ | ---------- | ------------- | ------ | ------- |
| ۱۳۸۰ | خط قرمز            | قاسم جعفری | رامین صبوری   | شبکه ۳ |         |
| ۱۳۸۲ | مسافری از هند      | قاسم جعفری | رامین نادری   | شبکه ۳ |         |
| ۱۳۸۷ | پیامک از دیار باقی | سیروس مقدم | حمید سیم خواه | شبکه ۱ |         |

### سینمایی
| سال  | عنوان        | کارگردان      | نقش              | توضیحات                                                                      |
| ---- | ------------ | ------------- | ---------------- | ---------------------------------------------------------------------------- |
| ۱۳۷۹ | پارتی        | سامان مقدم    |                  |                                                                              |
| ۱۳۸۰ | دنیا         | منوچهر مصیری  |                  |                                                                              |
| ۱۳۸۱ | تیک آف       | آرش معیریان   |                  |                                                                              |
| ۱۳۸۷ | دلواپسی      | بهمن گودرزی   | امید             | این فیلم در سینما اکران نگردیده و تولید مستقل ویدئویی مختص به نمایش‌خانگی است |
| ۱۳۸۹ | قفس طلایی    | محمد زرین‌دست  |                  |                                                                              |
| ۱۳۸۹ | دوباره عاشقی |               |                  |                                                                              |
| ۱۳۹۱ | روز رستاخیز  | احمدرضا درویش | قره بن قیس حنظلی |                                                                              |